# تشيك ماينارد
تشيك ماينارد (بالإنجليزية: Chick Maynard) هو لاعب كرة قاعدة أمريكي، ولد في 2 نوفمبر 1896 في Turners Falls, Massachusetts ‏ في الولايات المتحدة، وتوفي في 31 يناير 1957 في بانجور في الولايات المتحدة.

## وصلات خارجية
- تشيك ماينارد على موقعبيزبول رفرنس.كوم (الدوري الرئيسي) (الإنجليزية)
- تشيك ماينارد على موقع جمعية أبحاث البيسبول الأمريكية (الإنجليزية)
- تشيك ماينارد على موقع مشجعي الرسوم البيانية (الإنجليزية)